# Blechum
Blechum es un género de plantas con flores perteneciente a la familia Acanthaceae. El género tiene 31 especies  de hierbas aceptadas y de estas, solo 14 aceptadas.

## Taxonomía
El género fue descrito por Patrick Browne y publicado en Civil and Natural History of Jamaica in Three Parts 261. 1756. La especie tipo es: Ruellia blechum L. = Blechum brownei Juss. 
Etimología]

## Especies aceptadas deBlechum
- Blechum angustifolium (Sw.) R.Br.
- Blechum angustius Nees
- Blechum blechioides (Sw.) Hitchc.
- Blechum brasiliense G.Don
- Blechum costaricense Oerst.
- Blechum grandiflorum Oerst.
- Blechum haenkei Nees
- Blechum haughtii Leonard
- Blechum killipii Leonard
- Blechum linnaei Nees
- Blechum panamense Lindau
- Blechum pedunculatum Donn.Sm.
- Blechum pyramidatum (Lam.) Urb.
- Blechum trinitense Nees